# Церковь Покрова Пресвятой Богородицы (Авдулово)
Церковь Покрова Пресвятой Богородицы — недействующий православный храм в селе Авдулово-1 городского округа Ступино Московской области. Относится к Малинскому благочинию Подольской епархии Русской православной церкви.

## История
Посёлок Авдулово и Покровская церковь, построенная из белокаменных блоков, расположены на берегу реки Реута и с трёх сторон окружены большими прудами. Белокаменная церковь была построена в 1762 году в имении И. Юренева, принадлежавшем старинному дворянскому роду.
У истоков рода Юреневых стоял стрелецкий сотник Семён Васильевич Юренев, который был известен активным участием в изгнании шведов со стен Соловецкого монастыря в 1590-1593 годах. Участник и герой Северной войны Иван Игнатьевич Юренев, умерший в 1747 году, также принадлежал к этой семье.
В неотапливаемом храме, окружённом прудами, было очень холодно и влажно. В конце XIX века местный священник решил пристроить к церкви тёплую зимнюю часовню и обратился за помощью к петербуржцам Бушуевым. Они пожертвовали 5 тысяч рублей, столько же пожертвовал М. И. Качанов, житель того же города. Прибывший для этого из Петербурга Ф. И. Бушуев взял на себя руководство строительством. Прожив в селе Авдулово более трёх лет, до окончания строительства он также служил церковным хранителем и попечителем приходской школы.
1 октября 1891 года освящены тёплый кирпичный храм во имя Архангела Михаила и новопостроенная кирпичная колокольня. В советское время храм был закрыт, в нём долгое время размещались мастерские по ремонту сельхозтехники.
Сейчас храм находится в разрушенном состоянии — своды рухнули, стены были снесены, плиты вскрыты, но православными верующими предпринимаются попытки восстановить храм.
Последний настоятель храма Покрова Пресвятой Богородицы священномученик Михаил родился в 1874 году в селе Кишкино Михневской области Серпуховского уезда Московской губернии в семье псалмопевца Алексея Успенского, происходившего из крестьянского класса. После сдачи экзамена на псаломщика в духовном училище отец Михаил в 1905 году был назначен псалмопевцем в Покровском храме села Авдулово Коломенского района, а 2 февраля 1920 года был рукоположён в сан диакона. В 1933 году диакон Михаил был рукоположён в священники Покровского храма.
Семья отца Михаила состояла из его жены Евдокии Павловны, сына и двух дочерей. Все нуждающиеся и преследуемые священнослужители всегда находили убежище в доме отца Михаила.
5 декабря 1937 года отец Михаил был арестован и заключён в Каширскую тюрьму, а 9 декабря решением тройки приговорён к смертной казни.
19 декабря 1937 года отец Михаил Алексеевич Успенский был расстрелян и похоронен в братской могиле на сборах в Бутово под Москвой.
Юбилейный Архиерейский Собор Русской Православной Церкви в 2000 году прославил отца Михаила как святого мученика.

## Духовенство
- Настоятель храма — священник Владимир Балабанников[5]